# Кастеллино-дель-Биферно
Кастеллино-дель-Биферно (итал. Castellino del Biferno) —  коммуна в Италии, располагается в регионе Молизе, в провинции Кампобассо.
Население составляет 673 человека (2008 г.), плотность населения составляет 45 чел./км². Занимает площадь 15 км². Почтовый индекс — 86020. Телефонный код — 0874.
Покровителем коммуны почитается святой апостол Пётр, празднование 1 августа.

## Демография
Динамика населения:

## Администрация коммуны
- Официальный сайт: http://www.comune.castellinodelbiferno.cb.it Архивная копия от 28 августа 2006 на Wayback Machine